# Serapion
Svatý Serapion z Alžíru (1179 – 14. listopadu 1240) byl anglickým katolickým knězem a mučedníkem z řádu mercedářů. Podle některých zdrojů (profesora historické teologie Thomase O'Loughlin) byl původem Skot. Serapion je považován za prvomučedníka - stal se totiž prvním mučedníkem z jeho řádu. Zemřel ukřižován a rozřezán na kousky.

## Život
Již od dětství doprovázel svého otce na křížové výpravách. První zmínky o Serapionovi hovoří o tom, že se zúčastnil spolu s anglickým králem Richardem Lví srdce a císařem Friedriechem I. Barbarossou třetí křížové výpravy (1189-1192). V roce 1212 se vrátil ze Svaté země do Španělska, kde bojoval proti Maurům. Účastnil se reconquisty v armádě Alfonse VIII. Kastilského nebo Alfonse IX. Leónského.
S armádou rakouského vévody Leopolda VI. se vydal na pátou křížovou výpravu směřující do Egypta. Tam ukončil svoji životní dráhu vojáka. Následně se vrátil do Španělska, kde vzniklo společenství bratří Panny Marie de Mercede. V Barceloně se setkal se svatým Petrem Nolaskem a stal se členem mercedářů. Cílem mercedářů bylo osvobodit křesťanské otroky držené v arabském zajetí.

## Smrt
Prameny se u okolností smrti svatého Serapiona mírně diferencují.
Podle některých zdrojů uskutečnil v roce 1240 dvě cesty, aby zaplatil výkupné za křesťanské zajatce. První byla do Murcie, kde koupil svobodu devadesáti osmi otrokům. Druhá cesta vedla do Alžíru, kde vykoupil osmdesát sedm otroků, ale přitom sám zůstal rukojmím. Na cestě byl doprovázen svým bratrem Berenguerem de Bañeres, ten se vrátil sám do Barcelony, sídla řádu, aby vyzvedl výkupné. Bratři však ztratili drahocenný čas, když nadřízený Petrus Nolascus, který se v té době nacházel v Montpellier, musel být informován a teprve poté poslal rozkaz svému zástupci Guillermovi de Basovi, aby shromáždil almužnu ve všech klášterech. Sbírku bylo možné spojit, ale do Alžíru se v dohodnutém čase již nedostala. Rozhněvaný alžírský sultán Selín Benimarin nechal v roce 1240 Serapiona krutě a nemilosrdně přibít na kříž ve tvaru X a poté po jednotlivých údech byl rozřezán na kousky.
Jiné prameny uvádějí informaci, že byl přidělen k náboru pro řád v Anglii, ale piráti obklíčili loď a nechali ho, aby zemřel. Serapion ale přežil a vydal se do Londýna, aby kázal, to ho však přivedlo do potíži a musel opustit město.
Nejvíce autoritativní zpráva pochází z prvních letopisů Mercedariánů. „Serapion, kterého zajali ve Skotsku angličtí piráti, byl svázán rukama a nohama ke dvěma tyčím a poté byl zbit a rozřezán. Byl mu částečně podříznut krk, aby mu zůstala viset hlava.“

## Prohlášení za svatého
Papež Benedikt XIII. jej v roce 1728 blahořečil a prohlásil za mučedníka. Dekretem v téže roce 1728 schválil jeho úctu v řádu mercedářů. Papež Benedikt XIV. jej přidal do římské martyrologie. Serapion je v připomínán 14. listopadu.

## Umělecký odkaz
Barokní umělec Francisco de Zurbarán líčí smrt Serapiona na jednom ze svých obrazů.